# Émile Cartailhac
Édouard Philippe Émile Cartailhac, född den 15 februari 1845 i Marseille, död den 26 november 1921 i Genève, var en fransk förhistoriker.

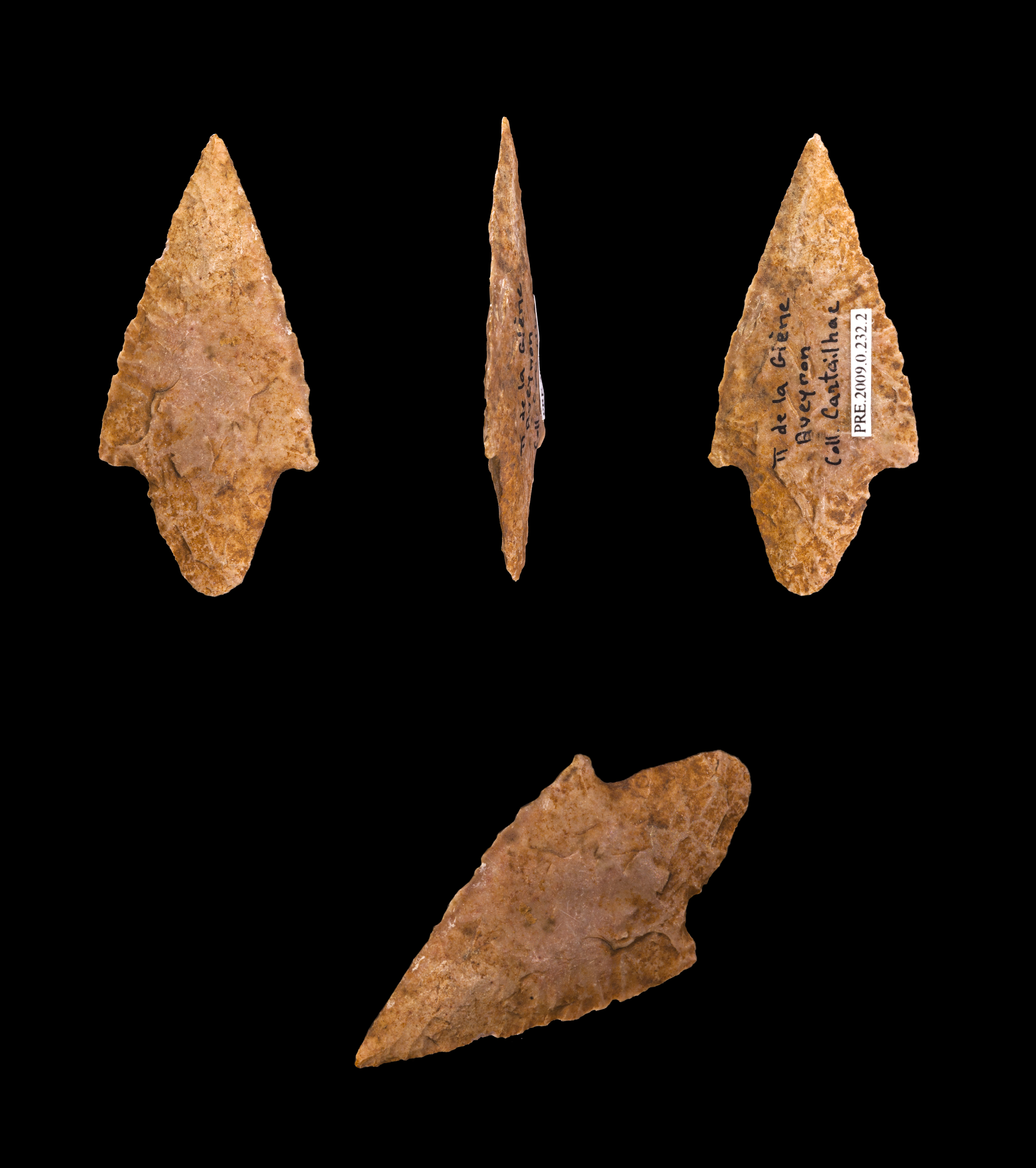
Pointe de flèche du néolithique – Muséum de Toulouse

Efter avlagd juridisk examen ägnade sig Cartailhac med utgångspunkt från Toulouse, där han verkade som föreläsare vid universitetet (som professeur libre) och museiföreståndare, åt förhistoriska forskningar. I södra Frankrike och på Pyreneiska halvön gjorde han en mängd undersökningar, speciellt av grottor och stenkammargravar. Han tilldelades Prestwichmedaljen 1915. Cartailhac utgav bland annat L'âge de pierre dans le souvernir et les superstitions populaires (1877), Les âges préhistoriques de l'Espagne et du Portugal (1887), La France préhistorique (1889), Monuments primitives des îles Baléares (1892) och tillsammans med Henri Breuil La caverne d'Altamira (1908).